# Сежа (приток Касни)
Сежа — река в Смоленской области России в Вяземском, Гагаринском и Новодугинском районах. Правый приток Касни. Пересекает автомагистраль М1 «Беларусь» у деревни Царёво-Займище.
Длина — 66 км. Площадь водосборного бассейна — 573 км². Исток южнее деревни Вырубово Вяземского района. Направление течения: восток, потом северо-восток. Впадает в Касню в 32 километрах от её устья южнее деревни Дмитрово Сычёвского района на высоте 180,7 метров над уровнем моря. Бассейн реки значительно заболочен. Наиболее крупное болото при впадении в Касню (3000 га).

## Притоки
- правые: Болонка[4], Тока, Казьяк[5]
- левые: Холодный, Ветца[2]

## Данные водного реестра
По данным государственного водного реестра России относится к Верхневолжскому бассейновому округу, водохозяйственный участок реки — Вазуза от истока до Зубцовского гидроузла, без реки Яуза до Кармановского гидроузла, речной подбассейн реки — бассейны притоков (Верхней) Волги до Рыбинского водохранилища. Речной бассейн реки — (Верхняя) Волга до Куйбышевского водохранилища (без бассейна Оки).
Код объекта в государственном водном реестре — 08010100312110000001050.